# 阿科科查山 (奧永區)
10°46′07″S 76°40′55″W / 10.76861°S 76.68194°W
阿科科查山（Aququcha），是秘魯的山峰，位於該國中南部利馬大區，由奧永省的奧永區負責管轄，屬於安地斯山脈的一部分，海拔高度5,000米。